# Eomer
Eomer je lik iz knjige Gospodar prstenova.
Éomer (Éadig), sin Éomunda i Théodwyn rođen je 2991. godine Trećega doba. Nakon smrti roditelja njega i njegovu sestru Eowyn prihvatio je Theoden, kralj Rohana. Eomer je vrlo brzo napredovao i postao je treći zapovjednik Riddermarka. On i njegov eored nalazili su se u Aldburgu. Još prije rata za prsten spoznao je pravu narav Grime Gujoslova. Nakon smrti kraljevog sina Theodreda Eomer se oglušio o kraljevu zapovijed i napao Orke koji su putovali kroz Rohan. Tu je susreo Aragorna, Legolasa i Gimlija te im dao svježe konje. Kada se vratio u Edoras Grima ga je dao uhititi pod izlikom da je izdao kralja ne izvršivši njegovu zapovijed. Uskoro je stigao Gandalf, oslobodio Theodena Griminog utjecaja i oni su zajahali prema Helmovoj klisuri. Nakon pobjede kod Helmove klisure zajedno je s ostatkom Rohanske vojske krenuo u pomoć Minas Tirithu. Kada je vidio smrt Theodena i sestre Eowyn (koja zapravo nije bila mrtva) krenuo je u juriš na brojčano nadmoćnijeg neprijatelja uz povik "Smrt". Ubrzo je stigao Aragorn s brodovljem i vojskom iz južnog Gondora te je bitka bila dobivena. Theoden nije imao nasljednika pa je Eomer postao kralj. Kada je vidio da je Merry spasio njegovu sestru imenovao ga je vitezom Riddermarka. S Aragornom i ostatkom Gondorske vojske on i njegovih 700 jahača jahalo je pred Crne dveri. On i Aragorn obnovili su Eorlovu zakletvu i čvrsto povezali Rohan i Gondor. On je obnovio Rohan i zbog toga dobio nadimak Eadig (blaženi). Oženio je kćerku princa Imrahila od Dol Amrotha, Lothiriel, te su imali sina Elfwinea Lijepog koji ga je nasljedio na prijestolju. Umro je 63. g. Četvrtoga doba.